# Marian Simion
Marian Simion (* 14. September 1975 in Bukarest) ist ein ehemaliger rumänischer Amateurboxer im Weltergewicht (63,5–67 kg), Halbmittelgewicht (67–71 kg) und Mittelgewicht (71–75 kg). Seine größten Erfolge waren ein 3. Platz bei den Olympischen Spielen 1996, ein 3. Platz bei den Weltmeisterschaften 1997, der 1. Platz bei den Weltmeisterschaften 1999, der 2. Platz bei den Olympischen Spielen 2000 sowie der 2. Platz bei den Weltmeisterschaften 2001.
Er entstammt einer Roma-Familie und ist der ältere Bruder von Dorel Simion (* 1977), der ebenfalls den Boxsport ausübte und eine Bronzemedaille bei den Olympischen Spielen 2000 errang.

## Boxkarriere
Bei den Weltmeisterschaften 1995 in Berlin, unterlag er im Weltergewicht in der zweiten Vorrunde dem Weltmeister und zweifachen Olympiasieger Oleg Saitow knapp mit 4:5 nach Punkten.
Im April 1996 wurde er im dänischen Vejle Vize-Europameister im Weltergewicht. Er besiegte dabei in den Vorrunden Georgi Matew aus Bulgarien und József Nagy aus Ungarn jeweils vorzeitig, gewann das Viertelfinale durch 8:2 gegen Wadim Mesga aus Belarus und das Halbfinale durch 6:2 gegen seinen Rivalen Oleg Saitow. Erst im Finale verlor er mit 4:10 gegen den für Dänemark gestarteten Hasan Al.
Im August 1996 war er zudem Teilnehmer der 26. Olympischen Sommerspiele von Atlanta. In der Vorrunde bezwang er den Franzosen Hussein Bayram mit 13:6, im Achtelfinale den US-Amerikaner Fernando Vargas mit 8:7, im Viertelfinale schließlich auch Hasan Al mit 16:8, ehe er im Halbfinale dem Kubaner Juan Hernández mit 17:20 unterlag und somit eine Bronzemedaille im Weltergewicht gewann.
Eine weitere Bronzemedaille im Weltergewicht erkämpfte er sich im Oktober 1997 bei den Weltmeisterschaften in Budapest. Nach einem Sieg gegen Amin Asikainen im Viertelfinale, zog er ins Halbfinale ein, wo er schließlich gegen Serhij Dsynsyruk nach Punkten verlor.
Bei den Europameisterschaften 1998 in Minsk, musste er sich im Halbfinale wieder Oleg Saitow nach Punkten geschlagen geben und stieg somit mit der Bronzemedaille im Weltergewicht aus.
1999 gewann er in Houston den Weltmeistertitel im Halbmittelgewicht. Zu seinen besiegten Gegnern zählten der 6-fache Englische Meister Chris Bessey, der französische Europameister Frédéric Esther und der spätere Olympiasieger Jorge Gutiérrez.
Im Jahr 2000 nahm er als amtierender Weltmeister im Halbmittelgewicht an den 27. Olympischen Spielen in Sydney teil, wo er durch Siege gegen Ciro Di Corcia (19:8) aus Italien, José Luis Zertuche (K. o.) aus Mexiko, Frédéric Esther (K. o.) aus Frankreich und Pornchai Thongburan (26:16) aus Thailand ins Finale einzog. Dort traf er auf den Kasachen Jermachan Ibraimow, dem er knapp mit 23:25 unterlag und somit auf dem 2. Platz landete. Im selben Jahr wurde er mit dem Treudienst-Orden im Rang eines Ritters ausgezeichnet.
Auch bei den Weltmeisterschaften 2001 in Belfast, landete er auf dem 2. Platz im Halbmittelgewicht. Er besiegte dabei unter anderem den späteren Europameister Andrei Mischin und den amtierenden Europameister Bülent Ulusoy. Im Finale unterlag er nach Punkten dem Kubaner Damián Austin.
Bei den 5. Goodwill Games 2001 im australischen Brisbane, erstritt er die Silbermedaille im Halbmittelgewicht; er musste sich erst im Finale erneut dem Kubaner Damian Austin knapp mit 9:10 geschlagen geben.
Bei den Europameisterschaften 2002 in Perm, gewann er eine Bronzemedaille im Halbmittelgewicht. Diesmal unterlag er im Halbfinale Andrei Mischin.
Im Juni 2004 gewann er durch einen Finalsieg im Mittelgewicht gegen Andy Lee aus Irland, die 2. EU-Meisterschaften in Madrid.
Bei den Olympischen Sommerspielen 2004 in Athen startete er im Mittelgewicht, unterlag jedoch bereits in der Vorrunde dem Ägypter und dreifachen Gewinner der Afrikaspiele, Ramadan Yasser mit 24:36.
Weitere internationale Ergebnisse
- Februar 1996: 1. Platz im Weltergewicht beim 47. Strandja Memorial in Sofia (u. a. Siege gegen Juan Hernández und Serhij Dsynsyruk)[17]
- Mai 1997: 1. Platz im Weltergewicht beim 26. Golden Belt Tournament in Constanța[18]
- September 1997: 1. Platz im Weltergewicht beim 14. Feliks Stamm Tournament in Elbląg[19]
- März 1998: 2. Platz im Weltergewicht beim 16. Trofeo Italia in Mestre[20]
- Oktober 1999: 2. Platz im Halbmittelgewicht beim 21. Tammer-Turnier in Tampere[21]
- Juni 2002: 3. Platz im Weltergewicht beim 23. Acropolis Cup in Athen[22]